# Cut the Knot
Cut the Knot là một trang web giáo dục truy cập miễn phí được thành lập vào duy trì bởi Alexander Bogomolny, trang web này giới thiệu rất nhiều các chủ đề toán học. Trang web đã được hơn 20 giải thưởng về khoa học và giáo dục. Trong đó nổi bật là giải thưởng web khoa học của Mỹ năm 2003, giải thưởng web hướng dẫn sử dụng internet của Encyclopædia Britannica , và giải thưởng NetWatch cho Tạp chí khoa học năm 2003.. Trang web này là nguồn tài liệu tham khảo cho các học sinh, phụ huynh. Các chủ đề được minh họa sinh động và đẹp bởi các Applet.